# Beffroi de la halle échevinale de Lille
Le Beffroi de la Halle échevinale de Lille qui datait probablement du début du XIVe siècle est un bâtiment disparu.

## De l’origine à 1601

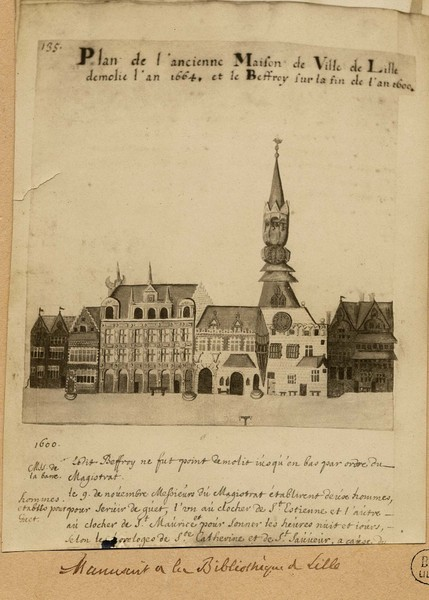
Hôtel de Ville en 1600

Un beffroi fut construit sur la halle échevinale de 1285, antérieurement à 1370, date approximative de l’installation d’une horloge avec sonnerie,. Cette halle échevinale siège de l’administration municipale, le Magistrat, était située à l’extrémité de la rue Faidherbe sur la place du Théâtre et jusqu’à la rue de Paris, le beffroi, à l’angle de la rue de Paris et de la rue Faidherbe, actuellement Hippopotamus et hôtel Carlton. 
Un nouveau beffroi fut construit au même emplacement en 1442,.  
Au-dessus de la base en maçonnerie, un cône en charpente était surmonté d’une grosse boule enfermant l’horloge, elle-même dominée par un beffroi en forme de poire dans lequel étaient suspendues les cloches de la ville : la cloche des bans ou banclocque, la cloche du dîner ou cloche des ouvriers, la cloquette d’échevins et la cloche du guet. 
Ce beffroi résista à un incendie survenu en 1460.
Une nouvelle horloge et un carillon furent ajoutés en 1565.
La partie supérieure du beffroi qui menaçait ruine fut démontée en 1601,.

## Après 1601
Une terrasse entourée d’une galerie aménagée sur la base du beffroi servit aux anciens ménestriers de la ville, joueurs de hautbois. 
Le carillon et l’horloge furent transférés au  clocher de l’église Saint-Étienne qui servit de beffroi jusqu’à sa destruction par les boulets du siège de 1792.  
L’horloge primitive de 1370 fut placée au premier étage du beffroi et la cloche des ouvriers transférée à l’église Saint-Maurice.
La base du beffroi en maçonnerie disparut à la suite de la vente par lots des bâtiments de la Halle échevinale lors du transfert de l’Hôtel-de-Ville au palais Rihour en 1664. 

### Note
1. ↑  en l'absence de documents dans les archives, les historiens ne peuvent préciser l'époque précise de cette construction